# Martí de Riquer
 (décembre 2022).
Si vous disposez d'ouvrages ou d'articles de référence ou si vous connaissez des sites web de qualité traitant du thème abordé ici, merci de compléter l'article en donnant les références utiles à sa vérifiabilité et en les liant à la section « Notes et références ».
Pour les articles homonymes, voir Riquer.
Œuvres principales
Aproximació al « Tirant lo Blanc »
Martí de Riquer i Morera, ou Martí de Riquer, aussi connu sous son nom hispanisé Martín de Riquer, comte de Casa Dávalos, né à Barcelone le 3 mai 1914, et mort le 17 septembre 2013  dans la même ville, est un écrivain et philologue espagnol écrivant en catalan et en espagnol.
Il a reçu de nombreux prix, dont le Prix national d'Essai en 1991 et Prix national des Lettres espagnoles en 2000.

## Biographie
Martí de Riquer est le petit-fils de l'artiste Alexandre de Riquer.
Il est membre de la Real Academia Española depuis 1965, président de la Reial Acadèmia de Bones Lletres de Barcelona et membre de nombreuses institutions étrangères, dont l'Académie des inscriptions et belles-lettres en tant qu'associé étranger depuis 1990. Il est également professeur émérite de littérature romane à l'Université de Barcelone.
Spécialiste de littérature de langue romane, aussi bien de l'occitan que du castillan et de catalan, il est l'une des autorités les plus reconnues de la philologie, tant en Espagne que dans le reste de l'Europe. Parmi ses nombreux travaux, on retiendra ses études sur Don Quichotte, sur les troubadours et l'amour courtois, dont il est probablement le plus éminent représentant actuel, avec Albert Hauf, de l'Université de Valence, et son Historia de la literatura catalana.
Il reçoit en 1991 le Prix national d'Essai et le Prix de la critique Serra d'Or pour son œuvre Aproximació al Tirant lo Blanc, la Creu de Sant Jordi (distinction décernée par la Generalitat de Catalogne) en 1992, le Prix Prince des Asturies en Sciences sociales en 1997, le Prix Lletra d'Or pour Quinze generacions d'una família catalana en 1999, et le Prix national des Lettres espagnoles en 2000.

## Publications
- L'humanisme català (1388-1494) Barcelone: Barcino, 1934.
- « Humanisme i decadència en les lletres catalanes », Revista de Catalunya, Barcelone,‎ 1934.
- Comentaris crítics sobre clàssics catalans Barcelone: Barcino, 1935.
- Manual de heráldica española Barcelone: Apolo, 1942.
- La lírica de los trovadores Madrid: CSIC, 1948.
- Los cantares de gesta franceses, Madrid: Gredos, 1952.
- Historia de la literatura catalana, Barcelone: Ariel, 1964-1966.
- Historia de la literatura universal, Barcelone: Noguer, 1957-1959 (en collaboration avec José María Valverde).
- Caballeros andantes españoles, Madrid: Espasa Calpe, 1967.
- L'arnès del cavaller: armes i armadures catalanes medievals, Barcelone: Ariel, 1968.
- Cavalleria: fra realtà e letteratura nel Quattrocento, Bari: Adriatica, 1968.
- El combate imaginario: Las cartas de batalla de Joanot Martorell, Barcelone: Seix Barral, 1972 (en collaboration avec Mario Vargas Llosa).
- Los trovadores, Barcelone: Planeta, 1975.
- Heràldica catalana des de l'any 1150 al 1550, Barcelone: Quaderns Crema, 1983.
- Vida i aventures de don Pero Maça, Barcelone: Quaderns Crema, 1984.
- Heráldica Castellana en tiempos de los Reyes Católicos, Quaderns Crema, 1986.
- Estudios sobre el Amadís de Gaula, Barcelone: Sirmio, 1987.
- Cervantes, Passamonte y Avellaneda, Barcelone: Sirmio, 1988.
- Cervantes en Barcelona, Barcelone: Sirmio, 1989.
- Aproximació al « Tirant lo Blanc », Quaderns Crema, 1990 (Prix national d'Essai)
- Tirant lo Blanch, Novela de historia y de ficción, Barcelone: Sirmio, 1992.
- Les poesies del trobador Guillem de Berguedà, Barcelone: Quaderns Crema, 1996.
- Quinze generacions d'una família catalana, Barcelone: Quaderns Crema, 1998. (Prix Lletra d'Or)
- Llegendes històriques catalanes, Barcelone: Quaderns Crema, 2000.
- Para leer a Cervantes, Barcelone: Acantilado, 2003.
- Vida y amores de los trovadores y sus damas, Barcelone: Acantilado, 2004.

Éditions d'ouvrages
- Antoni Canals, Scipió e Anibal. De providència. De arra de ànima, Barcelone: Barcino, 1935.
- Jordi de Sant Jordi, Poesies, Barcelone: Catalònia, 1935.
- Bernatz de Ventadorn, Poesías, Barcelone: Yunque, 1940.
- Sebastián de Covarrubias, Tesoro de las lenguas castellana o española, Barcelone: Horta, 1943.
- Miguel de Cervantes, Don Quijote de la Mancha, Barcelone: Juventud, 1944.
- Jacinto Verdaguer, L'Atlàntida, Barcelone: Ayuntamiento de Barcelone, 1946.
- Pero Martínez, Obras, Barcelone: CSIC, 1946.
- Cerverí de Girona, El trovador Cerverí de Girona, Barcelone: Universitat de Barcelone, 1946.
- Joanot Martorell, Martí Joan de Galba, Tirant lo Blanc, Barcelone: Selecta, 1947.
- Joanot Martorell, Martí Joan de Galba, Tirante el Blanco: traducción castellana de 1511, Barcelone: Asociación de Bibliófilos, 1947-1949.
- Andreu Febrer, Poesies, Barcelone: Barcino, 1951.
- Gilabert de Proíxita, Poesies, Barcelone: Barcino, 1954.
- Juan Boscán, Obras poéticas, Barcelone: Faculté de Philosophie et Lettres, Université de Barcelone, 1957 (avec Antoni Comas et Joaquim Moles).
- Guillem de Berguedà, Guillem de Berguedà, Espluga de Francolí: Abadia de Poblet, 1971.
- Alonso Fernández de Avellaneda, Don Quijote de la Mancha, Madrid: Espasa-Calpe, 1972.
- Fernando de Rojas, La celestina, Madrid: Alfaguara, 1974.
- Chrétien de Troyes, Li contes del graal, Madrid: Espasa-Calpe, 1961.
- Alan Chartier, La belle dame sans merci, Barcelone: Quaderns Crema, 1983.
- La chanson de Roland. El Cantar de Roldán y el Roncesvalles navarro, Barcelone: El Festín de Esopo, 1983.
- Arnaut Daniel, Poesías, Barcelone: Quaderns Crema, 1994.